# الكأس السوفيتي 1985–86
الكأس السوفيتي 1985–86 هو الموسم 45 من كأس الاتحاد السوفيتي. أقيم خلال الفترة 24 يونيو 1985 وحتى 2 مايو 1986، وأشرف على تنظيمه الاتحاد السوفيتي لكرة القدم، وكان عدد الأندية المشاركة فيه 74، وفاز فيه توربيدو موسكو.